# القهلة (الحيمة الداخلية)

تعديل مصدري - تعديل

القهلة هي إحدى قرى عزلة بني الحذيفي بمديرية الحيمة الداخلية التابعة لمحافظة صنعاء، بلغ تعداد سكانها 164 نسمة حسب تعداد اليمن لعام 2004.